# Норт-Іст (Нью-Йорк)
Норт-Іст (англ. North East) — місто (англ. town) в США, в окрузі Дачесс штату Нью-Йорк. Населення — 2971 особа (2020).

## Демографія
Згідно з переписом 2010 року, у місті мешкала 3031 особа в 1259 домогосподарствах у складі 795 родин. Було 1627 помешкань
Расовий склад населення:
| - 88,7 % — білих - 2,7 % — чорних або афроамериканців - 1,1 % — азіатів - 0,3 % — корінних американців - 5,3 % — осіб інших рас |

До двох чи більше рас належало 1,9 %. Частка іспаномовних становила 9,1 % від усіх жителів.
За віковим діапазоном населення розподілялося таким чином: 20,6 % — особи молодші 18 років, 63,4 % — особи у віці 18—64 років, 16,0 % — особи у віці 65 років та старші. Медіана віку мешканця становила 45,2 року. На 100 осіб жіночої статі у місті припадало 103,3 чоловіків;  на 100 жінок у віці від 18 років та старших — 102,1 чоловіків також старших 18 років.
Середній дохід на одне домашнє господарство  становив 72 030 доларів США (медіана — 60 536), а середній дохід на одну сім'ю — 84 937 доларів (медіана — 69 309). Медіана доходів становила 36 250 доларів для чоловіків та 31 649 доларів для жінок. За межею бідності перебувало 8,4 % осіб, у тому числі 6,1 % дітей у віці до 18 років та 6,6 % осіб у віці 65 років та старших.
Цивільне працевлаштоване населення становило 1646 осіб. Основні галузі зайнятості: освіта, охорона здоров'я та соціальна допомога — 20,7 %, мистецтво, розваги та відпочинок — 17,0 %, будівництво — 14,5 %.